# Lipocrea
Lipocrea Thorell, 1878 è un genere di ragni appartenente alla famiglia Araneidae.

## Etimologia
Il nome deriva dal greco λίπος, lìpos, cioè grasso, adipe, pingue e κρὲας, krèas, cioè carne, ma significa anche, per traslato, pelle o corpo, per l'aspetto esteriore.

## Distribuzione
Le quattro specie oggi note di questo genere sono state rinvenute in Europa meridionale, Asia e Africa: la specie dall'areale più vasto è la L. longissima reperita in diverse località dell'Africa centrale, orientale e meridionale.

## Tassonomia
Questo genere è stato rimosso dalla sinonimia con Larinia Simon, 1874, da un lavoro dell'aracnologo Levy del 1986.
Non è sinonimo anteriore di Larinopa Grasshoff, 1970, a seguito di uno studio di Framenau & Scharff del 2008, contra il lavoro di Levy citato sopra.
Dal 2013 non sono stati esaminati esemplari di questo genere.
A marzo 2014, si compone di quattro specie:
- Lipocrea diluta Thorell, 1887 - dalla Birmania all'Indonesia
- Lipocrea epeiroides (O. P.-Cambridge, 1872) - Grecia, Cipro, Turchia, Israele, Yemen, India
- Lipocrea fusiformis (Thorell, 1877)[2] - dall'India al Giappone, Filippine, Celebes
- Lipocrea longissima (Simon, 1881) - Africa centrale, orientale e meridionale

### Specie trasferite
- Lipocrea delicata (Rainbow, 1920); trasferita al genere Larinia Simon, 1874[1].
- Lipocrea tabida (L. Koch, 1872); trasferita al genere Larinia Simon, 1874.
- Lipocrea vicina (Kulczyński, 1911); trasferita al genere Larinia Simon, 1874.

### Nomina dubia
- Lipocrea melanosticta (Thorell, 1891); esemplare juvenile reperito nelle isole Nicobare e trasferito qui dal genere Larinia Simon, 1874, a seguito di un lavoro di Grasshoff (1970b) mentre era classificata in Larinopa, è da ritenersi nomen dubium[1].
- Lipocrea nigrolimbata (Simon, 1909e); esemplare juvenile, rinvenuto in Vietnam e trasferito qui dal genere Larinia Simon, 1874, a seguito di un lavoro di Grasshoff (1970b) mentre era classificata in Larinopa, è da ritenersi nomen dubium[1].